# 576i
Le format 576i correspondant à la norme de télévision 625 lignes exploitée en vidéo et en télédiffusion analogique et numérique exploitant une image de définition standard composée de 576 lignes entrelacées à une fréquence de rafraîchissement de 50 Hz et ainsi, à une cadence de 25 images par seconde ; l'image peut exploiter un rapport d'image de 4/3 ou de type large au rapport 16/9. La définition à 625 lignes est développée dès 1944 par des ingénieurs russes d'URSS et définie sur le plan européen, dès 1948.
La définition 625 lignes marque une étape importante dans l'Histoire des techniques de télévision du fait que jusqu'à la transition numérique, ce format est adopté par de nombreux pays, à l'exception de la plupart des pays d'Amérique du Nord, historiquement attachés à la définition 525 lignes adoptée en 1941. À partir des années 2000, on retrouve cette norme dans les formats numériques, dont les signaux de type HDMI.

## Les origines du format 625 lignes

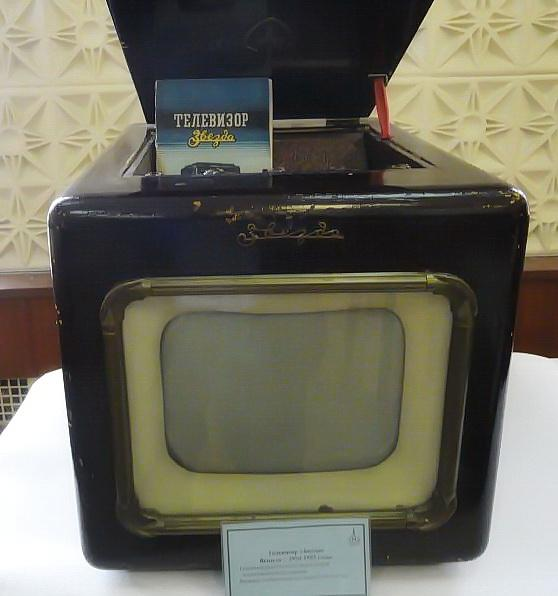
L'un des tout premiers téléviseurs à 625 lignes, le modèle russe Zvezda (1953).

La précision concernant l'Histoire des techniques de télévision et les Techniques de télévision font l'objet d'articles séparés.
En 1937, les ingénieurs français proposent la meilleure définition en exploitation, soit 455 lignes, principalement sur l'émetteur de la tour Eiffel. Durant la Seconde Guerre mondiale, les Américains fixent leur 525 lignes (1941). La France souhaite s'orienter vers la haute définition, ce qui produira le 819 lignes. De leur côté, les Soviétiques élaborent une alternative à la fois plus ambitieuse mais aussi industriellement plus rationnelle autour des 625 lignes.
Bien qu'une première télédiffusion expérimentale ait eu lieu le 9 mars 1938 à Moscou et le 7 juin 1938, la définition exploitée est alors inférieure à 400 lignes, soit proche de 240 lignes. Le 10 mars 1939, le CTM (Centre de Télévision de Moscou) est créé et une chaîne de télévision expérimentale du même nom est diffusée sur la bande VHF en 343 lignes, conforme aux brevets américains de RCA, grâce à un émetteur de 17 kilowatts installé sur la tour Choukhov. Au printemps 1939, plus de 100 téléviseurs TK-1 équipés d'un écran cathodique de 14 × 18 centimètres, sur brevet américain RCA, reçoivent les émissions provenant de l'émetteur de Moscou. 
Le 1er avril 1941 en raison du conflit mondial, la chaîne cesse d'émettre. En 1943, le Russe Sergueï V. Novakovskiy qui a consulté auparavant l'ingénieur allemand Walter Bruch futur concepteur du standard couleur PAL au sujet de la définition ligne, est nommé directeur du développement du Centre de Télévision de Moscou. 
Il pilote un petit groupe d'étudiants diplômés, tous spécialisés dans l'électronique et les télécommunications.
Parmi ces ingénieurs en herbe, Marc Iosifovich Krivosheev, va concevoir et développer la première caméra vidéo à entrelacement, adaptée au format 625 lignes.

### Conception, développements et exploitation
Au cours de l'année 1944, soit 3 ans après les premiers essais à 525 lignes du format concurrent américain, le petit groupe d'ingénieurs soviétiques se rencontrent à Moscou pour élaborer les normes de la télévision d'après-guerre. Semyon Katayev et Sergueï V. Novakovskiy conçoivent le système à 625 lignes et leurs collègues Lev Semyenovich Leytes et Yuri Kaznacheyev rédigent un document de 64 pages sur le même format. Yuri Kaznacheev est donc considéré comme l'auteur officiel de la norme 625 lignes mais Sergueï V. Novakovsky et Semyon Katayev en sont les principaux développeurs.
En 1944, le Centre d'Expérimentation Télévisuel de Leningrad dispose des équipements pour élaborer les premiers prototypes fonctionnels. En octobre 1945, le gouvernement de l'URSS ordonne la reconstruction du CTM (Centre de Télévision de Moscou) pour finaliser le format à 625 lignes.
Un laboratoire est établi à proximité de Moscou, dans la commune de Fryazino où se retrouvent des unités d'industries électroniques, une cité totalement spécialisée dans la technologie. Son directeur А. А. Fedorov pilote une équipe d'experts parmi lesquels on compte des Allemands comme E. Gunther, en vertu des accords de coopération d'après-guerre. Pour Yuri Kaznacheev, auteur de la proposition de normalisation de la télédiffusion en URSS, le succès populaire de la télévision repose sur une qualité d'image devant être comparable à celle du cinéma.
En 1946, le format 625 lignes soviétique est présenté sur le plan international et il vient compléter les autres formats principaux : 441 lignes allemand, 525 lignes américain, 405 lignes britannique, le 455 lignes français et ses évolutions vers le millier de lignes.
Le nouveau format concurrent du 525 lignes américain doit reposer sur des objectifs précis :
- La meilleure image possible à partir des solutions techniques disponibles à l'époque
- L'évolutivité de la norme 625 lignes, permettant d'en améliorer la qualité d'image sans en modifier les spécifications de base
- La simplicité pour enrichir ses fonctionnalités, comme la télédiffusion en couleurs
- La durabilité de la norme à long terme
- La simplification industrielle des téléviseurs en préservant la haute qualité d'image.

Le choix de la technique de balayage entrelacé et de la cadence 25 images par seconde permet une meilleure compatibilité avec le courant secteur et sa fréquence électrique à 50 Hz.

## Normalisation officielle en 1947
Le 24 juin 1947, une résolution est adoptée par le Conseil des ministres de l'URSS pour l'adoption de la norme officielle 625/50. Les premières télédiffusions expérimentales en 625 lignes débutent le 7 novembre 1947 à Leningrad.
La télédiffusion électronique régulière en URSS à 625 lignes est lancée pour la première fois par le Centre expérimental de télévision de Leningrad (OLTC), le  18 août 1948 exploité en Europe depuis 1948. Les téléviseurs sont principalement installés dans des lieux où une collectivité d'individus se réunissent pour les visionner ensemble.
À la conférence du CCIR à Stockholm en juillet 1948, le tout premier système complet 625 ligne à 8 MHz est dévoilé par l'URSS, conformément aux brevets de Mark Iosifovich Krivosheev. Le format est alors désigné comme la « norme 625 lignes OIRT ». 
En 1949, le modèle KVN-49, tout premier téléviseur électronique à 625 lignes soviétique produit en série est lancé.
À cette époque, la Russie connaît également des avancées technologiques marquantes concernant la télédiffusion en couleur avec notamment dès 1963, la retransmission au standard SECAM à Moscou et à Leningrad.

## Description technique du format
Le 576i est l'équivalent numérique des systèmes de télévision analogique à 625 lignes et est conforme aux normes de télévision analogiques et est adaptée aux standards de couleur PAL et SÉCAM. 
Note : la norme de télédiffusion analogique américaine « M » peut également véhiculer le codage couleur SÉCAM ou le PAL dans certains pays ; ces formats exploitent un total de 625 lignes entrelacées pour 575 lignes actives soit 574 lignes complètes, plus deux demi-lignes.
Les lignes non actives ne contenant pas d'images ne sont pas numérisées, mais la norme prévoit cependant la numérisation des demi-lignes non utilisées en analogique pour arriver à un total de 576 lignes (nombre divisible par 16). La définition horizontale peut varier, et dépend en partie de la fréquence d'échantillonnage utilisée pour la numérisation. Dans sa variante la plus répandue — notamment utilisée par les DVD-Vidéo — chaque ligne comporte 720 pixels ; cette définition peut représenter soit une image 4/3, soit une image 16/9 anamorphosée, car les pixels sont rectangulaires.
Contrairement aux normes haute définition 720p et 1080i, la fréquence de rafraîchissement est ici fixée à 50 Hz — tous les systèmes analogiques à 625 lignes fonctionnent à cette fréquence — et il n'est donc pas nécessaire de la préciser. Néanmoins, on peut parfois trouver dans la littérature les termes 576i50, 576i/25, et 576/50i.

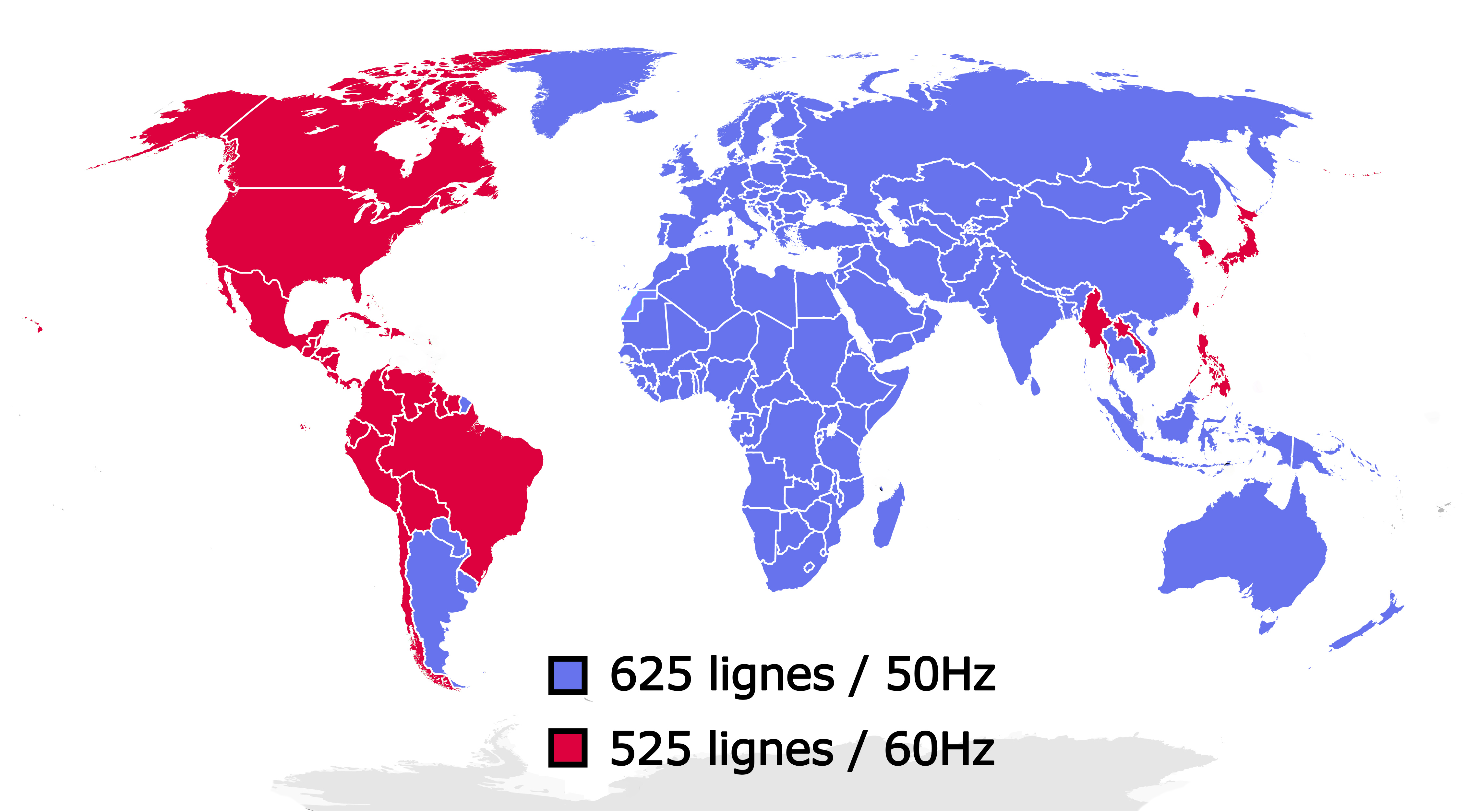
Carte mondiale de répartition par pays, du format de télévision et vidéo analogique, caractérisé par la définition et la fréquence du courant électrique local. Répartition en vigueur à partir de 1985. À ne pas confondre avec la norme de télédiffusion ou avec le standard couleur NTSC, PAL ou SÉCAM. Voir Fréquences des canaux de télévision

## Utilisation
Le 576i est utilisé lors de la numérisation de signaux à 625 lignes (l'équivalent pour les systèmes à 525 lignes est le 480i). Par le passé, ce format servait d'intermédiaire numérique entre l'acquisition des images et leur diffusion en analogique. Mais, avec l'apparition et la multiplication des caméras numériques et l'apparition de la télévision numérique terrestre, le 576i est également devenu un format de production et de diffusion.

## Résumé
Définition d'image : 720×576 (DVD, DVB-T), 704×576 (DVD), 544×576 (DVB-T), 480×576 (SVCD), 352×576 (DVD)

Type de balayage : entrelacé

Cadence d'images : 25 images par seconde (50 trames par seconde)

Rapport d'aspect : 4/3, 16/9.